# Římskokatolická farnost Chožov
Římskokatolická farnost Chožov (lat. Koschovium) je církevní správní jednotka sdružující římské katolíky na území obce Chožov v okrese Louny v Ústeckém kraji a v jejím okolí. Organizačně spadá do lounského vikariátu, který je jedním z 10 vikariátů litoměřické diecéze.

## Historie farnosti
Datum založení tzv. staré farnosti není známo. Farnost kanonicky „opět vznikla“ roku 1684. Matriky jsou vedeny od roku 1693.

### Duchovní správcové vedoucí farnost
Začátek působnosti jmenovaného v duchovní správě farnosti od:
- Chožov / Koschow
- do r. 1370  Bohuněk
- 1370   Ioannes Mudráček z Trhlav
- 1379   Beneš z Chobolic
- do r. 1390 Vitus
- 1390   Georgius
- 1394   Gallus
- 1408   Ioannes
- 1416   Bušek
- 1435   Wenceslaus z Prahy
- 1667   Vitus Hortulus
- 1677   Paulus Wenceslaus Hozy
- 1682   Christophorus Valentinus Zeman
- 1686   Iacobus Guibertus Sende
- 1689   Martinus Leopoldus Reis
- 1708   Georgius Franciscus Möller
- 1712   Georgius Joseph Sutterin
- 1747   Joseph Beneš Stolz
- 1779   Joann. Trenkler
- 1798   Franc. Krnovsky, n. 13. 9. 1754 Břežany, o. 13. 6.  1778, † 11. 2. 1824
- 1824   Ioann. Steiner, n. 7. 7. 1783 Radonice, o. 31. 8. 1807, † 18. 2. 1855
- 1855   Jos. Renner, n. 26. 3. 1815 Hradiště, o. 1. 8. 1839
- 1875   par. vacat, admin. interc. Joann. Vavrouš
- 1875   Franc. Pinter, n. 3. 12. 1827 Elhenic. o. 2. 11. 1851, † 20. 12. 1896
- 1896   Franc. Bísek, n. 24. 1. 1844 Magno Blanic, o. 24. 7. 1870, † 17. 12. 1923
- 1921   par. vacat, admin. interc. Alois. Dumek
- 1922   Franc. Sládek, n. 3. 3. 1880 Libáň, o. 17. 7. 1904
- 1933   par. vacat, admin. exc. Franc. Drbohlav
- 1934   Felix Hanoušek, n. 21. 5. 1870 Neobolesl.,  o. 9. 1 0. 1892, † 16. 8. 1943
- k r. 1941 admin. interc. Car. Renz, n. 7. 4. 1904 Místek, o. 17. 7. 1927
- od 1. 12. 1945  František Veselý
- 1950  Oldřich Rylich
- 1.12. 1952  Ludvík Antonín Spurný OFM
- 1. 7.  1969   Josef Bouček
- 15. 2. 1978  Milan Bezděk
- 1. 7.  1990  Jiří Šulc
- 1. 9.  1992  Werner Horák, admin. exc. z Loun
- 1. 1. 2020  Vít Machek, admin. exc. z Loun
- 15. 3. 2023 Lukáš Hrabánek, admin. exc. z Loun
- 1. 10. 2023 Wojciech Szostek, admin. exc. z Loun[3]

Kromě kněží stojících v čele farnosti, působili ve farnosti v průběhu její historie i jiní kněží. Většinou pracovali jako farní vikáři, kaplani, katecheté, výpomocní duchovní aj.

## Území farnosti
Do farnosti náleží území obce:
- Chožov (Koschow[4])[p 2]
- Chraberce (Krabertz)[p 2]
- Mnichovský Týnec (Kamenná Tejnice,[2] Steinteinitz[4])[p 2]
- Orasice (Worasitz)[p 2]
- Počedělice (Počedlitz,[2] Podschedlitz[4])[p 2]
- Třtěno (Krendorf,[2] Kröndorf[4])[p 2]

## Římskokatolické sakrální stavby na území farnosti
| | Fotografie | Stavba                  | Místo            | Bohoslužby                      | Zeměpisné souřadnice             | Status               | Číslo kulturní památky           |
| Kostely | Kostely    | Kostely                 | Kostely          | Kostely                         | Kostely                          | Kostely              | Kostely                          |
| --- | ---------- | ----------------------- | ---------------- | ------------------------------- | -------------------------------- | -------------------- | -------------------------------- |
| 1. |            | Kostel sv. Mikuláše     | Orasice          | bližší informace o bohoslužbách | 50°23′10″ s. š., 13°54′7″ v. d.  | filiální kostel      | 43364/5-1329 (Pk•MIS•Sez•Obr•WD) |
| 2. |            | Kostel sv. Havla        | Počedělice       | bohoslužby příležitostně        | 50°22′15″ s. š., 13°53′10″ v. d. | obecní kostel        | 43705/5-1328 (Pk•MIS•Sez•Obr•WD) |
| Kaple |            |                         |                  |                                 |                                  |                      |                                  |
| 3. |            | Kaple sv. Václava       | Mnichovský Týnec | bližší informace o bohoslužbách | 50°25′5″ s. š., 13°50′29″ v. d.  | kaple                | —                                |
| 4. |            | Kaple Jména Panny Marie | Třtěno           | bližší informace o bohoslužbách | 50°25′18″ s. š., 13°52′24″ v. d. | kaple                | —                                |
| Zaniklé objekty |            |                         |                  |                                 |                                  |                      |                                  |
| 5. |            | Kostel sv. Michaela     | Chožov           | nelze sloužit                   | 50°23′56″ s. š., 13°51′32″ v. d. | zbořený farní kostel | —                                |
| Některé drobné sakrální stavby a pamětihodnosti lze dohledat zde v databázi Drobné sakrální památky Zaniklé sakrální stavby lze dohledat zde v databázi Poškozené a zničené kostely, kaple a synagogy v České republice |            |                         |                  |                                 |                                  |                      |                                  |

Ve farnosti se mohou nacházet i další drobné sakrální stavby, místa římskokatolického kultu a pamětihodnosti, které neobsahuje tato tabulka.

## Příslušnost k farnímu obvodu
Z důvodu efektivity duchovní správy byl vytvořen farní obvod (kolatura) farnosti – děkanství Louny, jehož součástí je i farnost Chožov, která je tak spravována excurrendo.